# Miradouro do Canavial

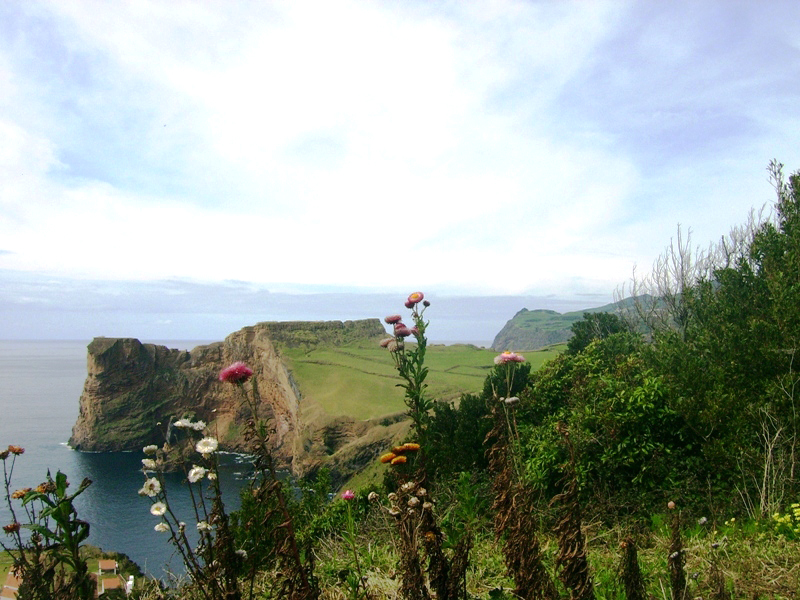
Entre Morros, zona da Quinta do Canavial.

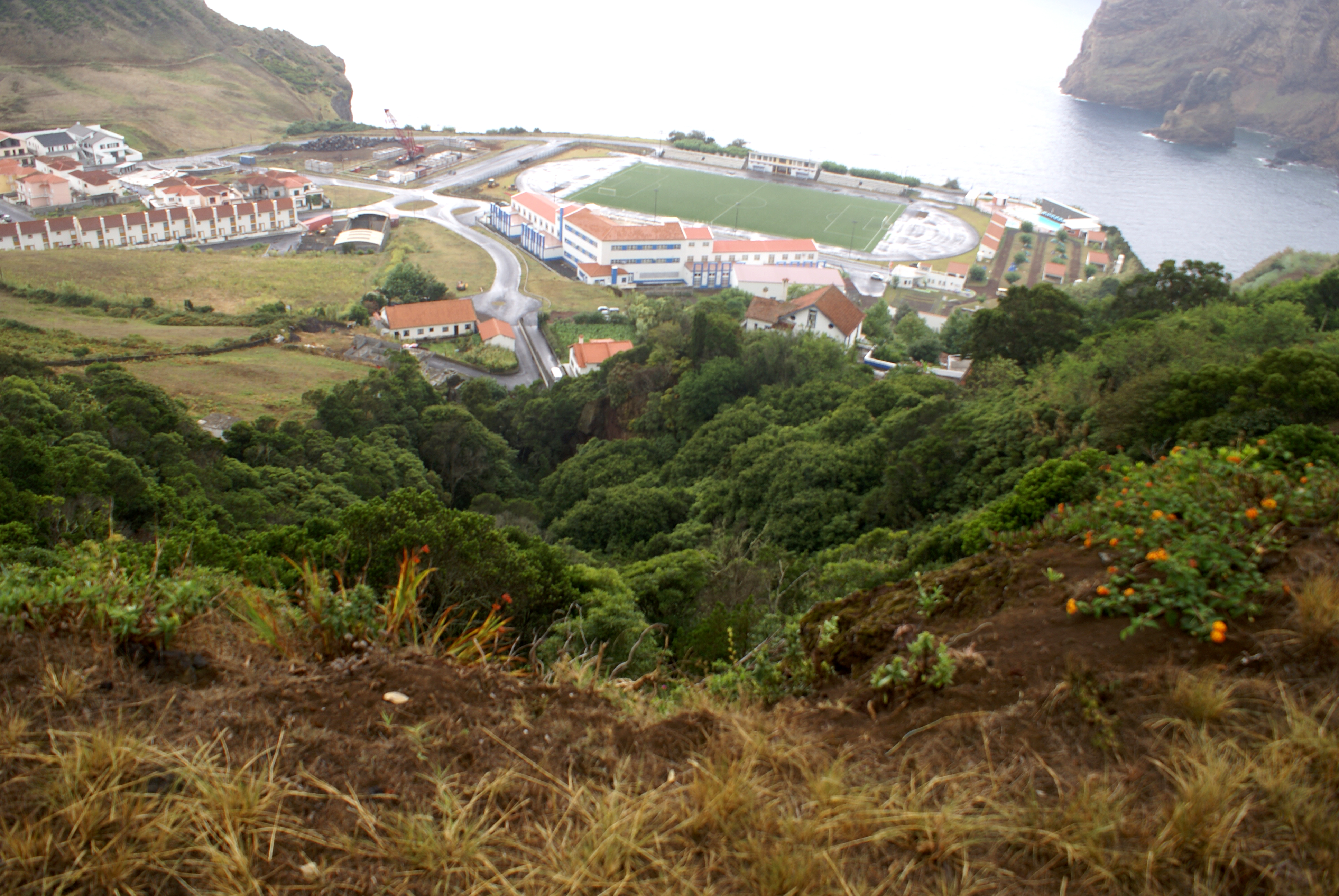
Miradouro do Canavial.

O Miradouro do Canavial é um miradouro português localizado nas imediações da Beira, concelho das Velas, ilha de São Jorge, arquipélago dos Açores.
Este miradouro oferece uma vista que se estende por toda uma paisagem que vai desde o Morro das Velas até à ilha do Pico do outro lado do Canal Pico-São Jorge.
Deste miradouro é possível apreciar uma amplitude de horizonte extremamente vasta. Ao fundo, junto ao mar, estende-se o casario das Velas, a Quinta do Canavial, e ao longe, por entre o verde das pastagens emergem os Rosais.
Este miradouro foi construído em 2000 por iniciativa da Secretaria Regional da Habitação e Equipamento.